# NXT女子冠軍
NXT女子冠軍（英語：NXT Women's Championship），是隸屬於世界摔角娛樂旗下NXT品牌的一女子冠軍項目。它是WWE的三個主要品牌中最頂級的女子單打冠軍之一，其中包括WWE Raw女子冠軍和WWE SmackDown女子冠軍。
該頭銜於2013年4月5日推出，被確立為NXT的女子冠軍，當時的NXT是WWE的發展品牌。首屆冠軍是佩姬。多年來，NXT逐漸成為WWE的第三大品牌，並於2019年9月將NXT移至USA電視台後正式成為官方品牌。

## 外部連結
- .   [2020-04-06]. （原始内容存档于2015-11-12）.（英文）